# Chrysomopsis auratus
Chrysomopsis auratus är en tvåvingeart som först beskrevs av Fallen 1820.  Chrysomopsis auratus ingår i släktet Chrysomopsis och familjen parasitflugor. Inga underarter finns listade i Catalogue of Life.